# KGDB (Debugger)
KGDB ist ein Debugger für den Linux-Kernel.
Er benötigt zwei miteinander verbundene Linux-Rechner. Die Verbindung kann über RS-232 via Nullmodem-Kabel oder über UDP/IP (KGDB over Ethernet, KGDBoE) erfolgen.
KGDB ist seit der Kernel-Version 2.6.26-rc1 Bestandteil von Linux.
FreeBSD benutzt den Namen kgdb für einen modifizierten GDB, der ebenfalls als Debugger für den Kernel dient. Es lassen sich sowohl Speicherabzüge nach einem Systemabsturz damit analysieren als auch über miteinander verbundene Rechner (RS-232 oder FireWire) ein aktiver Kernel debuggen.